# 三崎律日
三崎 律日（みさき りつか、1990年 - ）は日本の奇書研究家。三崎の自己評では研究家ではなく「奇書の紹介者」とのこと。

## 来歴
千葉県に生まれる。理系の大学出身。
会社員として働く傍ら、ニコニコ動画やYouTubeなどの動画サイトに動画を投稿している。代表作の「世界の奇書をゆっくり解説」の累計再生回数は2019年時点で600万回を越える。動画は編集のセンスが評価されると共に、丁寧な言葉づかいによって「視聴者の知的好奇心に火を点ける」と評される。
ニコニコ動画ではSCP財団による創作都市伝説集の解説動画を投稿していたが、2016年から「世界の奇書をゆっくり解説」を始めた。最初に採り上げたのは『魔女に与える鉄槌』であった。この投稿は約40万回再生されることになった。

## 著作
- 奇書の世界史 歴史を動かす“ヤバい書物”の物語（2019年、KADOKAWA、ISBN 978-4-04-604393-1）
  - 取り上げている奇書の例: 台湾誌[5]、魔女に与える鉄槌[6]、椿井文書[6]、野球と其害毒[6]、ヴォイニッチ手稿[3]、非現実の王国で[3]
- 奇書の世界史2 歴史を動かす“もっとヤバい書物”の物語（2022年、KADOKAWA、ISBN 978-4-04-605168-4）
  - 取り上げている奇書の例: ノストラダムスの大予言、シオン賢者の議定書、Liber Primus、盂蘭盆経、農業生物学